# ルモンゲ県
ルモンゲ県（ルモンゲけん、Rumonge）は、ブルンジにかつて存在した県。県都はルモンゲ。面積は1,080km2、人口は369,126人（2010年推計）。

## 隣接する県
タンガニーカ湖畔に位置し、西岸をコンゴ民主共和国南キヴ州、周囲をブジュンブラ近郊県、ブルリ県、マカンバ県と接する。

## 歴史
2015年3月26日にブジュンブラ近郊県とブルリ県の5つのコミューンを分離して作られた。
2025年7月4日、行政区画再編によりルモンゲ県は解体され、旧ブジュンブラ近郊県のコミューンはブジュンブラ県へ、旧ブルリ県のコミューンはブルンガ県の一部となった。

## 下位行政区画
ルモンゲ県は5つのコミューンから成っていた。このコミューンは県成立前のものを踏襲している。人口値は2010年。
- 旧ブジュンブラ近郊県
  - ブガラマ（Bugarama）：31,963人、129.75km2
  - ムフタ（Muhuta）：63,578人、129.53km2

- 旧ブルリ県
  - ブランビ（Buranbi）：59,944人、280.84km2
  - ブイェンゴロ（Buyengoro）：61,520人、214.72km2
  - ルモンゲ（Rumonge）：152,121人、324.88km2